# En la Puna
 En la Puna  es una película documental filmada en colores de Argentina dirigida por Lucas Riselli según su propio guion que se estrenó el 27 de marzo de 2014.Fue realizado con apoyo del Instituto Nacional de Cine y Artes Audiovisuales y declarado de interés por la Municipalidad de San Salvador de Jujuy. Fue exhibido en el 28º Festival Internacional de Cine de Mar del Plata de 2013.

## Sinopsis
Documental sobre la vida de los habitantes del caserío de Pozuelos, ubicado en la provincia de Jujuy, a 4000 metros de altura sobre el nivel del mar. Son unas 15 familias que viven en ranchos de adobe y hay una capilla,  sala de primeros auxilios,  escuela y salón de usos comunitarios.
.

## Comentarios
Alejandro Lingenti en La Nación opinó:

” …documental sencillo y contemplativo. … Soledad y silencio gobiernan ese territorio visualmente sobrecogedor, lleno de matices y carácter que es el ámbito natural de las historias cotidianas de un grupo de personajes anónimos…. los momentos de encuentro y comunicación: la capilla, la escuela, la sala de primeros auxilios, el salón de usos comunitarios y las distintas celebraciones que son tradición entre los lugareños puntúan el relato del documental….Esta película es un aporte valioso, logra darle vida a ese lugar distante y establecer entre el espectador y la gente de Pozuelos un vínculo más nítido.”

Juan Pablo Russo en el sitio Escribiendocine  dijo:

”Con un gran trabajo de imagen… se destaca por la forma elegida para retratar la vida de sus habitantes, no desde un lugar de superioridad, ni desde el retrato de lo extraño por simple esnobismo, sino desde la simple observación de lo que sucede a diario. Para lograr ese nivel de uniformidad, Riselli se desprende de los textos para que sean solo las imágenes y los sonidos ambientales, acompañados por algunas voces de los propios protagonistas, quienes lleven adelanten un relato poético sobre la rutina.
En la Puna no pretende resolver el enigma de esa forma de vida ni nada que se le parezca, y es ahí donde radica una de las principales virtudes de un documental cargado de un misterio inexistente que Lucas Riselli resuelve con un sentido de la estética pocas veces visto en el cine documental, convirtiendo lo simple en enigmática belleza y lo extraño en una forma de vida que aún no fue devorada por la globalización.”